# Karl-Marx-Straße (Bad Freienwalde)
Die Karl-Marx-Straße ist eine Straße in Bad Freienwalde (Oder). In der Straße sind fünf Häuser denkmalgeschützt. Eine genaue Aufstellung der denkmalgeschützten Häuser befindet sich in der Liste der Baudenkmale in Bad Freienwalde (Oder).

## Lage und Geschichte
Die Karl-Marx-Straße beginnt an der Ecke Königstraße/Uchtenhagenstraße und führt in nordöstlicher Richtung bis zur Wasserstraße/Kanalstraße. Hier geht sie in die Bahnhofstraße über, die hier auch die Bundesstraße 167 ist. An der Ecke Königstraße ist die Straße zu einem Platz erweitert und bildet den Mittelpunkt der Stadt. Angrenzend liegen hier das Rathaus, die St. Nikolaikirche und das Oderlandmuseum.
Von der Karl-Marx-Straße gehen folgende Straßen ab: Königstraße, Uchtenhagenstraße, Fischerstraße, Kanalstraße, Wasserstraße und Bahnhofstraße. Die Straße hat eine Länge von etwa 250 Meter. Die Hausnummerierung geht vom Beginn der Straße an der Ecke Königstraße links bis zur Bahnhofstraße und dann zurück bis zur Königstraße. Die Nummer 1 trägt das Rathaus.
In einem Stadtplan von 1724 wird die Straße Wasserstraße genannt, später dann mal Große Marktstraße oder Breite Marktstraße. Ab 1841 hieß sie dann Marktstraße. Im Jahre 1953 erhielt sie den Namen Karl-Marx-Straße.

## Baudenkmale

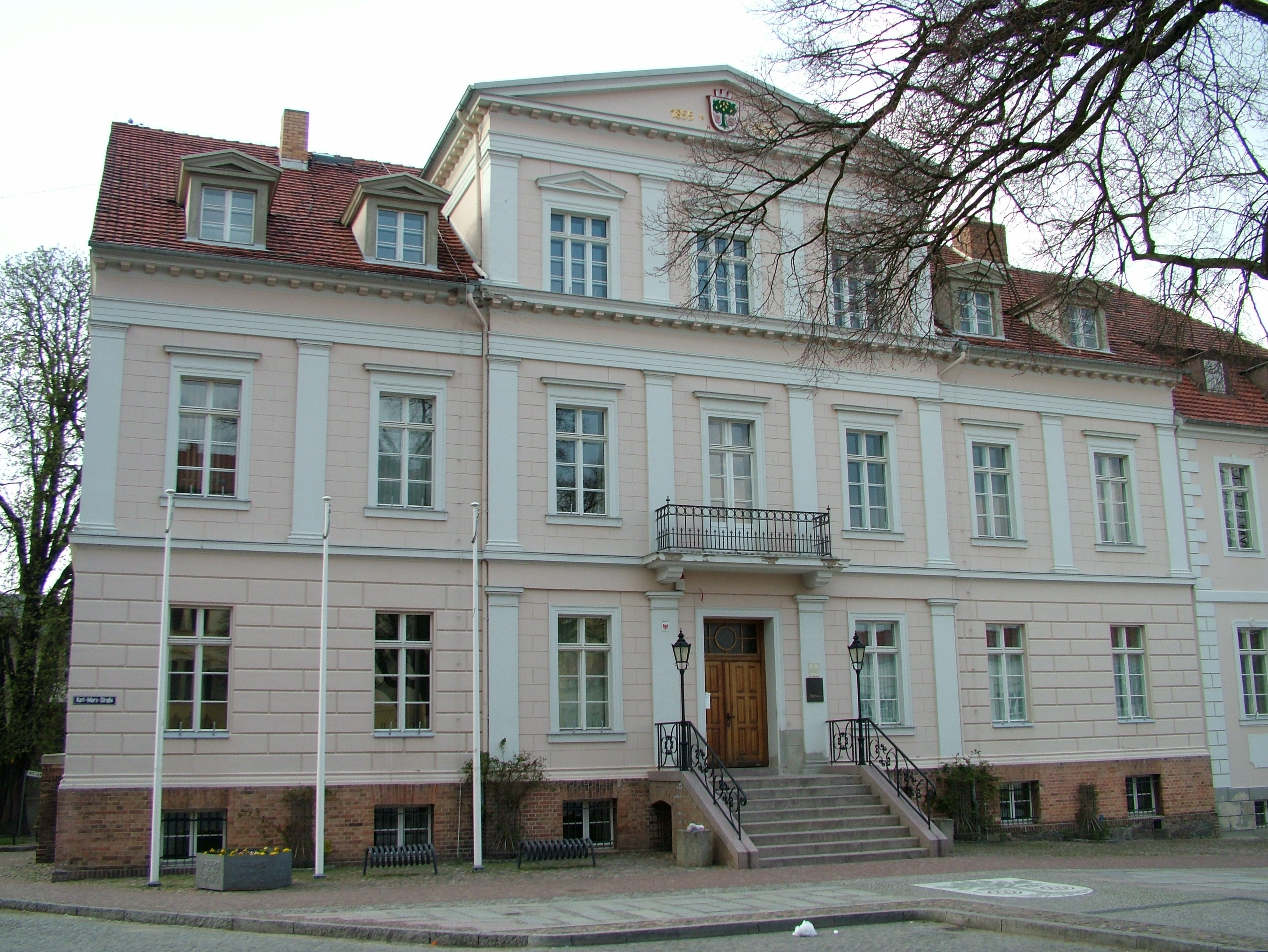
Das Rathaus

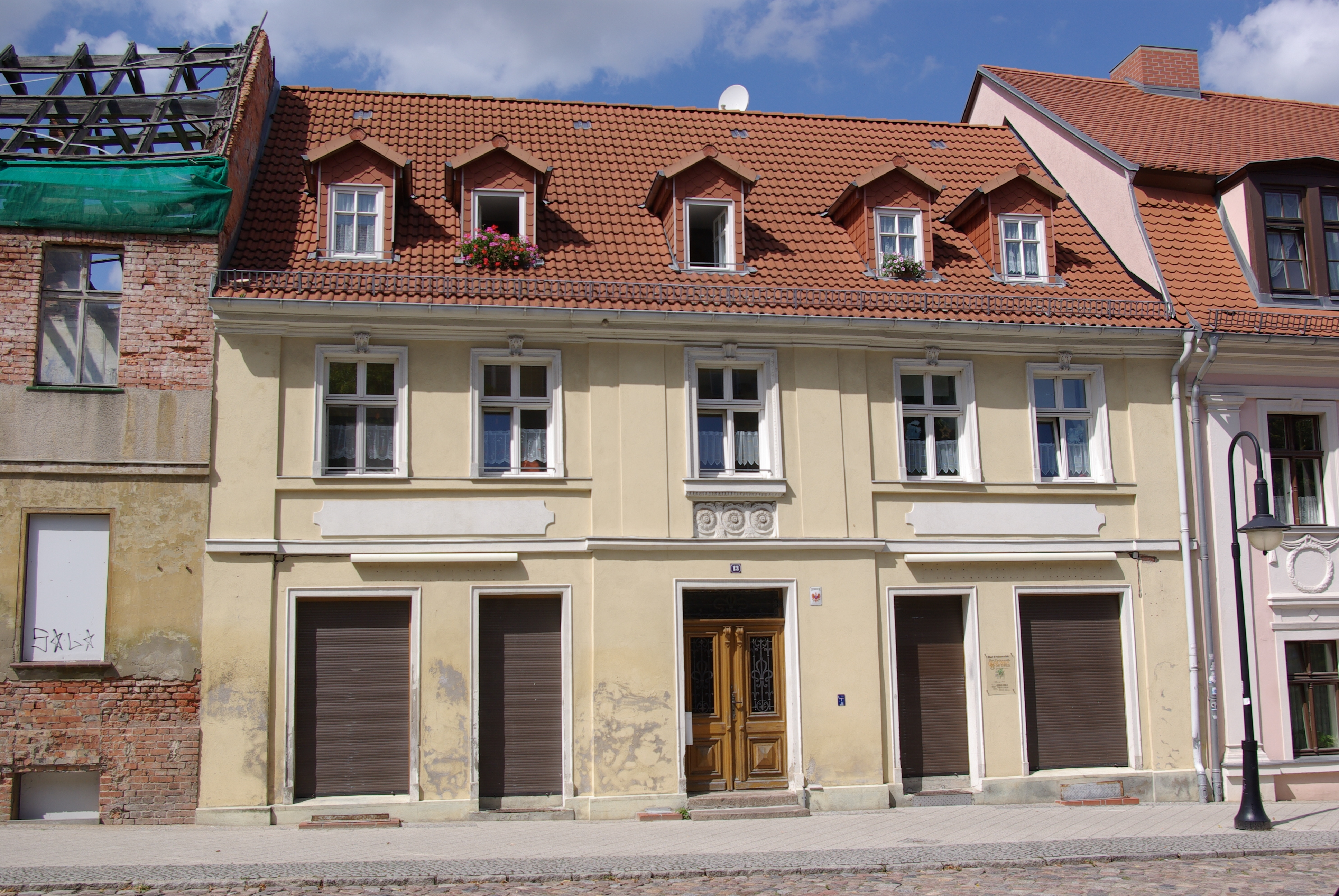
Das Haus Karl-Marx-Straße 13

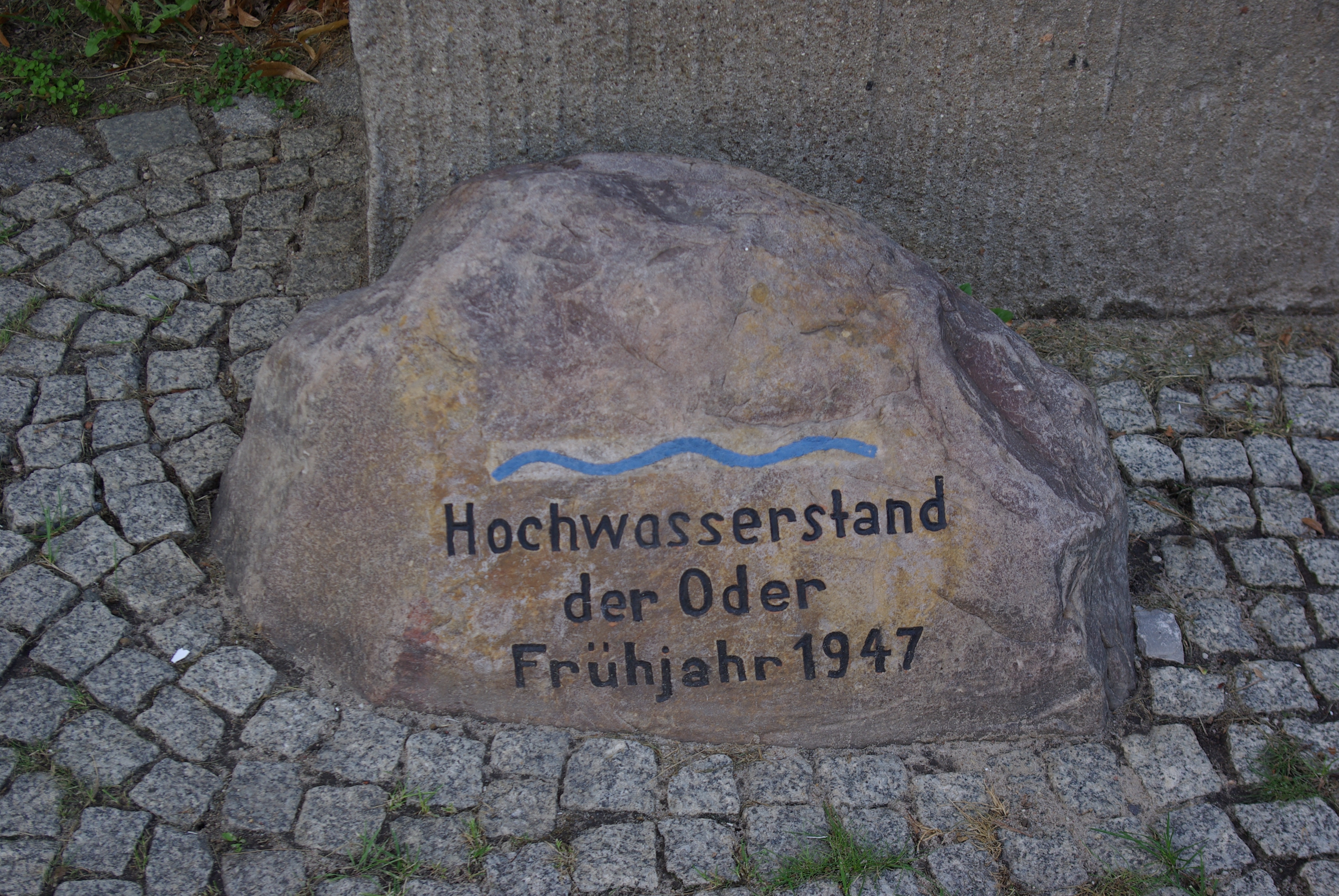
Die Hochwassermarke

In der Karl-Marx-Straße sind fünf Häuser und zwei Baudenkmale denkmalgeschützt. Im Einzelnen sind das:
- Der Marktbrunnen: Der Brunnen wird auch Tröpfelbrunnen genannt. Erstellt hat ihn der Künstler Horst Engelhardt aus Eichwerder ein Meisterschüler von Werner Stötzer. Aufgestellt wurde der Brunnen im Jahre 1988. Der Brunnen besteht aus einer Schale mit einer Bronzesäule auf der eine Badende sitzt.
- Hochwassermarke: Am linken Ende des Postamtes, Karl-Marx-Straße 18, befindet sich ein Findling, der an das Hochwasser der Oder am 22. März 1947 erinnert.
- Karl-Marx-Straße 1: Hier befindet sich das Rathaus. Es liegt fast gegenüber der Königstraße. Ein Vorgängerbau wurde 1708 abgerissen. Nach einem Bauplan von Andreas Schlüter begann der Bau im Jahre 1709. Vollendet wurde der Bau wegen Geldmangels erst zehn Jahre später. Das Gebäude wird 1821 abgerissen. Das jetzige Gebäude wurde 1855 fertiggestellt. Es ist ein zweigeschossiges Haus mit Satteldach. Der Risalit wurde 1926 um ein Stockwerk erhöht. Im Jahre 1926 wurden auch vier Gauben eingebaut.
- Karl-Marx-Straße 8: Das Haus wurde in der Mitte des 18. Jahrhunderts errichtet. Es ist ein zweigeschossiges giebelständiges schmales Fachwerkhaus. Das Haus ist unbewohnt und zerfällt (Stand September 2011).
- Karl-Marx-Straße 13: Das Haus wurde Ende des 18. Jahrhunderts erbaut. Es ist ein zweigeschossiges traufständiges Haus.
- Karl-Marx-Straße 14: Das Haus wurde 1796 erbaut. Es ist ein zweigeschossiges traufständiges Haus mit Mansarddach. Die drei Gauben wurden später gebaut.
- Karl-Marx-Straße 18: In dem Haus befindet sich das Postamt. Der Vorgängerbau wurde bei einem Brand am 19. April 1945 zerstört. Der heutige Bau wurde am 23. Februar 1955 eingeweiht.